# Luigi Emanuele Corvetto
Il conte Luigi Emanuele Corvetto (Genova, 11 luglio 1756 – Genova, 20 maggio 1821) è stato un politico e avvocato italiano naturalizzato francese.

## Biografia
Nacque a Genova, poco distante dalla cosiddetta Casa di Cristoforo Colombo (nell'attuale piazza Dante), e si laureò in legge. Di origine borghese, la sua famiglia era di formazione filo-francese e giacobina: fu una figura controversa della storia italiana pre-unitaria, come di quella francese pre e post-rivoluzionaria.
Al tempo della Repubblica di Genova era tra i componenti del Venerandum Collegium Dominorum Jurisperitorum et Judicum civitatis Januae e, oltre alla attività di avvocato (era conosciuto con l'appellativo di avvocato dei poveri), fu (dalla fine del 1804) tra gli ultimi dirigenti dell'antico Banco di San Giorgio. È da questa carica, insieme al suo operato in occasione dell'annessione della Repubblica di Genova alla Francia, che derivarono le maggiori controversie riguardo alla sua figura.
Nel 1797 entrò a far parte del governo provvisorio della Repubblica Ligure mentre l'anno seguente fu nominato presidente del locale Direttorio e membro del Supremo Tribunale della Repubblica. 
Durante l'assedio di Genova dell'anno 1800, si fece mediatore della posizione della Repubblica, stretta fra l'esercito del generale Andrea Massena e gli assedianti inglesi e austriaci.
Dopo l'annessione della Repubblica Ligure all'Impero francese, si trasferì in Francia al servizio di Napoleone Bonaparte. Divenuto consigliere di Stato, partecipò nel 1807 alla redazione del Code de Commerce, e presiedette la commissione incaricata di redigere il codice penale, segnalandosi per i suoi interventi anti-popolari. Nel 1810 ebbe il titolo di conte e, con esso, discrete rendite fondiarie.
Nel 1808 fu candidato al Senato nel dipartimento di Montenotte. Della Liguria Corvetto si fece portavoce presso il governo francese: tentò di incidere sulle nomine di funzionari locali, di proporre insegnanti per l'università di Genova, di ridare vita al soppresso Banco di San Giorgio.
Alla caduta di Napoleone Corvetto fu tra i sostenitori della rinascita dell'antica Repubblica di Genova, non rassegnandosi ai progetti di annessione al Regno di Sardegna, e si fece portavoce di una proposta tesa a restituire a Genova la costituzione del 1576 in cui si stabiliva sì un governo aristocratico, ma basato su un'aristocrazia elettiva, scevra da privilegi ereditari.
Con la Restaurazione rimase al Consiglio di Stato, con la conseguente naturalizzazione francese; divenne nel 1815 ministro delle Finanze nel governo Richelieu I. In tale carica, che ricoprì per un biennio, contribuì sotto Luigi XVIII alla ricostruzione delle disastrate finanze francesi. In questo ruolo fondò la Caisse des dépôts et consignations.
Il medesimo ministero, offertogli dal Regno di Sardegna dopo l'annessione dell'antica repubblica marinara, era stato invece da lui rifiutato.
Alla fine del 1818, col crollo delle rendite sui titoli di debito pubblico, che Corvetto riuscì faticosamente ad arginare, dovette dimettersi: Luigi XVIII, che già l'aveva insignito della dignità di grande ufficiale della Legion d'onore, lo nominò allora ministro di Stato e gli offrì, con la gratifica di un semestre di stipendio, un assegno annuo di 20.000 franchi.
Nel 1819 subì anche un processo politico all'Assemblea nazionale, che metteva in discussione l'intero suo operato. Amareggiato e di salute compromessa, nel luglio 1820 tornò in patria, risiedendo dapprima a Nervi, per ritirarsi poi a Genova, a palazzo Doria in strada Nuova, dove morì il 20 maggio 1821.
A Genova la piazza che porta il suo nome - piazza Corvetto - presenta al centro la grande statua equestre di Vittorio Emanuele II di Savoia. Ugualmente gli è intitolata una piazza di Milano, nella periferia sud-est.
Fu nonno di Nina Giustiniani.